# Orchestre des jeunes de l'Union européenne

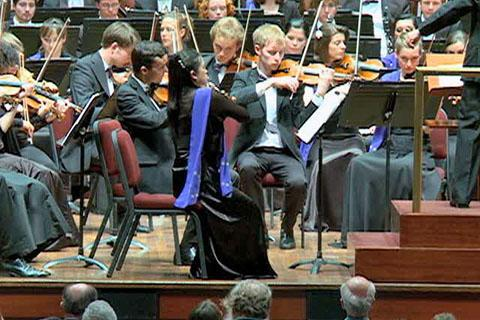
L'orchestre donnant un concert à Washington en avril 2012.

L'Orchestre des jeunes de l'Union européenne est un orchestre symphonique pour les jeunes musiciens de l'Union européenne de 14 à 24 ans 
fondé en 1978, basé à Ferrare (Italie) depuis 2018, puis à Grafenegg (Autriche) à partir de 2023.
Depuis juillet 2024, son directeur musical est Iván Fischer qui succède à Vassili Petrenko.